# 圓照寺 (小浜市)
圓照寺（えんしょうじ、円照寺）は、福井県小浜市尾崎にある臨済宗南禅寺派の寺院。山号は地久山。本尊は大日如来。大和国春日大社の神託で彫られた大日如来像を三笠山にて祀ったのち、南川対岸の谷田部地区の若狭堂谷に真言宗遠松寺を建立し祀ったという。南川の洪水により、文安元年（1444年）に現在地に移して圓照寺と名を改め、より臨済宗南禅寺派に改宗。若狭観音霊場第19番札所。

## 文化財
重要文化財
- 木造大日如来坐像[1][2]

平安時代、像高251.5cm。伝春日仏師作。寄木造。寺の公式サイトの説明によれば、国宝、重文指定の63躰の大日如来像の中で4番目の大きさであり、北陸随一の大きさであるという。
- 木造不動明王立像[3][4]

平安時代後期、像高158.7cm。檜材の寄木造。
福井県指定名勝
庭園は、自然地形を利用した回遊式庭園である。モリアオガエルの生息地としても知られる。

## 交通アクセス
- JR小浜線小浜駅から車で15分
- 舞鶴若狭自動車道小浜ICから約5km
- 若狭西部広域農道木崎から約2km

## 近隣情報
- 明通寺
- 萬徳寺
- 妙楽寺
- 多田寺
- 若狭彦神社
- 羽賀寺